# Seznam českých příjmení, R
Toto je seznam českých příjmení začínajících na písmeno R. Seznam zatím zahrnuje pouze příjmení s více než 250 mužskými nositeli.
| Příjmení  | Počet | Přechýleně   | Počet | ORP s největší hustotou  |
| --------- | ----- | ------------ | ----- | ------------------------ |
| Růžička   | 9 599 | Růžičková    | 9 912 | Moravské Budějovice      |
| Richter   | 3 907 | Richterová   | 3 681 | Bílovec                  |
| Richter   | 3 907 | Richtrová    | 955   | Bílovec                  |
| Rada      | 2 232 | Radová       | 2 334 | Přeštice                 |
| Ryšavý    | 1 783 | Ryšavá       | 1 823 | Ústí nad Orlicí          |
| Raška     | 1 297 | Rašková      | 1 522 | Kopřivnice               |
| Rezek     | 1 107 | Rezková      | 1 142 | Světlá nad Sázavou       |
| Rezek     | 1 107 | Rezeková     | 8     | Světlá nad Sázavou       |
| Ryba      | 1 090 | Rybová       | 1 130 | Kyjov                    |
| Rudolf    | 1 076 | Rudolfová    | 1 085 | Aš                       |
| Rak       | 1 008 | Raková       | 1 020 | Luhačovice               |
| Rybář     | 975   | Rybářová     | 1 002 | Blansko                  |
| Rác       | 900   | Rácová       | 823   | Kladno                   |
| Rozsypal  | 899   | Rozsypalová  | 941   | Litovel                  |
| Roubal    | 890   | Roubalová    | 935   | Horažďovice              |
| Růžek     | 854   | Růžková      | 883   | Pacov                    |
| Rous      | 854   | Rousová      | 858   | Blovice                  |
| Rambousek | 840   | Rambousková  | 843   | Dobříš                   |
| Remeš     | 785   | Remešová     | 787   | Luhačovice               |
| Richtr    | 753   | Richtrová    | 955   | Turnov                   |
| Rataj     | 739   | Ratajová     | 697   | Votice                   |
| Rýdl      | 722   | Rýdlová      | 882   | Náchod                   |
| Rys       | 683   | Rysová       | 733   | Dobříš                   |
| Rubeš     | 680   | Rubešová     | 711   | Slaný                    |
| Rychlý    | 670   | Rychlá       | 634   | Chotěboř                 |
| Rybka     | 666   | Rybková      | 621   | Česká Třebová            |
| Ryška     | 664   | Ryšková      | 688   | Bystřice pod Hostýnem    |
| Ryšánek   | 658   | Ryšánková    | 682   | Vyškov                   |
| Riedl     | 630   | Riedlová     | 780   | Uničov                   |
| Roubíček  | 619   | Roubíčková   | 665   | Lysá nad Labem           |
| Rousek    | 586   | Rousková     | 545   | Náměšť nad Oslavou       |
| Rousek    | 586   | Rouseková    | 2     | Náměšť nad Oslavou       |
| Rosa      | 578   | Rosová       | 628   | Broumov                  |
| Roček     | 551   | Ročková      | 582   | Holice                   |
| Roman     | 551   | Romanová     | 561   | Bystřice nad Pernštejnem |
| Rozehnal  | 523   | Rozehnalová  | 573   | Konice                   |
| Ruml      | 500   | Rumlová      | 526   | Nová Paka                |
| Rubáš     | 486   | Rubášová     | 502   | Klatovy                  |
| Racek     | 471   | Racková      | 516   | Lovosice                 |
| Racek     | 471   | Raceková     | 2     | Lovosice                 |
| Rod       | 467   | Rodová       | 517   | Vimperk                  |
| Rokos     | 461   | Rokosová     | 516   | Pacov                    |
| Roth      | 455   | Rothová      | 452   | Rokycany                 |
| Rejman    | 444   | Rejmanová    | 419   | Litomyšl                 |
| Rybák     | 433   | Rybáková     | 455   | Soběslav                 |
| Rais      | 430   | Raisová      | 401   | Rakovník                 |
| Rychlík   | 429   | Rychlíková   | 452   | Vizovice                 |
| Rytíř     | 423   | Rytířová     | 380   | Moravský Krumlov         |
| Rendl     | 422   | Rendlová     | 530   | Sušice                   |
| Reichl    | 418   | Reichlová    | 481   | Králíky                  |
| Raszka    | 417   | Raszková     | 395   | Třinec                   |
| Rychtařík | 411   | Rychtaříková | 396   | Kralupy nad Vltavou      |
| Rejzek    | 410   | Rejzková     | 409   | Mnichovo Hradiště        |
| Roháček   | 410   | Roháčková    | 383   | Nové Město na Moravě     |
| Roháček   | 410   | Roháčeková   | 1     | Nové Město na Moravě     |
| Rotter    | 407   | Rotterová    | 409   | Rýmařov                  |
| Rotter    | 407   | Rottrová     | 22    | Rýmařov                  |
| Rek       | 401   | Reková       | 418   | Frenštát pod Radhoštěm   |
| Roučka    | 399   | Roučková     | 577   | Vimperk                  |
| Rybníček  | 387   | Rybníčková   | 413   | Náměšť nad Oslavou       |
| Rusek     | 386   | Rusková      | 414   | Bílovec                  |
| Ráček     | 373   | Ráčková      | 387   | Velké Meziříčí           |
| Rott      | 360   | Rottová      | 421   | Roudnice nad Labem       |
| Rus       | 359   | Rusová       | 425   | Konice                   |
| Rieger    | 358   | Riegerová    | 360   | Tanvald                  |
| Rieger    | 358   | Riegrová     | 73    | Tanvald                  |
| Ručka     | 357   | Ručková      | 379   | Frýdlant nad Ostravicí   |
| Rozsíval  | 357   | Rozsívalová  | 359   | Konice                   |
| Rusňák    | 350   | Rusňáková    | 339   | Vítkov                   |
| Randa     | 348   | Randová      | 370   | Kralovice                |
| Roháč     | 334   | Roháčová     | 304   | Louny                    |
| Rafaj     | 330   | Rafajová     | 374   | Vizovice                 |
| Roušar    | 329   | Roušarová    | 329   | Polička                  |
| Rafael    | 328   | Rafaelová    | 327   | Dobruška                 |
| Rosecký   | 327   | Rosecká      | 327   | Žďár nad Sázavou         |
| Rybár     | 326   | Rybárová     | 318   | Bruntál                  |
| Rathouský | 325   | Rathouská    | 322   | Dobruška                 |
| Rožnovský | 325   | Rožnovská    | 319   | Židlochovice             |
| Reich     | 319   | Reichová     | 325   | Vyškov                   |
| Rýznar    | 305   | Rýznarová    | 326   | Zábřeh                   |
| Rajnoch   | 305   | Rajnochová   | 294   | Frenštát pod Radhoštěm   |
| Ráž       | 298   | Rážová       | 394   | Blatná                   |
| Resl      | 297   | Reslová      | 280   | Jaroměř                  |
| Rotrekl   | 295   | Rotreklová   | 273   | Bučovice                 |
| Rohan     | 292   | Rohanová     | 309   | Bystřice pod Hostýnem    |
| Radil     | 291   | Radilová     | 314   | Čáslav                   |
| Rygl      | 289   | Ryglová      | 305   | Nový Bydžov              |
| Rakušan   | 285   | Rakušanová   | 292   | Havlíčkův Brod           |
| Rákosník  | 284   | Rákosníková  | 287   | Dobříš                   |
| Režný     | 276   | Režná        | 311   | Otrokovice               |
| Rosenberg | 276   | Rosenbergová | 265   | Semily                   |
| Račák     | 275   | Račáková     | 245   | Kraslice                 |
| Rohlík    | 273   | Rohlíková    | 258   | Votice                   |
| Rybnikář  | 271   | Rybnikářová  | 285   | Bučovice                 |
| Reichel   | 269   | Reichlová    | 481   | Hlučín                   |
| Reichel   | 269   | Reichelová   | 174   | Hlučín                   |
| Radosta   | 269   | Radostová    | 281   | Soběslav                 |
| Rýpar     | 268   | Rýparová     | 282   | Hranice                  |
| Rychtář   | 267   | Rychtářová   | 293   | Strakonice               |
| Roztočil  | 267   | Roztočilová  | 282   | Hořovice                 |
| Rakaš     | 267   | Rakašová     | 253   | Králíky                  |
| Rajdl     | 264   | Rajdlová     | 263   | Světlá nad Sázavou       |
| Rusnák    | 264   | Rusnáková    | 258   | Mohelnice                |
| Reiter    | 264   | Reiterová    | 249   | Kraslice                 |
| Raab      | 264   | Raabová      | 245   | Moravské Budějovice      |
| Rapant    | 260   | Rapantová    | 246   | Uherský Brod             |
| Riedel    | 259   | Riedlová     | 780   | Nová Paka                |
| Riedel    | 259   | Riedelová    | 146   | Nová Paka                |
| Reindl    | 258   | Reindlová    | 251   | Prachatice               |
| Raus      | 257   | Rausová      | 255   | Ivančice                 |
| Rameš     | 256   | Ramešová     | 251   | Mělník                   |
| Rychtera  | 255   | Rychterová   | 329   | Hořice                   |
| Růčka     | 255   | Růčková      | 273   | Rožnov pod Radhoštěm     |
| Rusz      | 254   | Ruszová      | 263   | Třinec                   |
| Ritter    | 252   | Ritterová    | 257   | Valašské Klobouky        |